# Soft Living

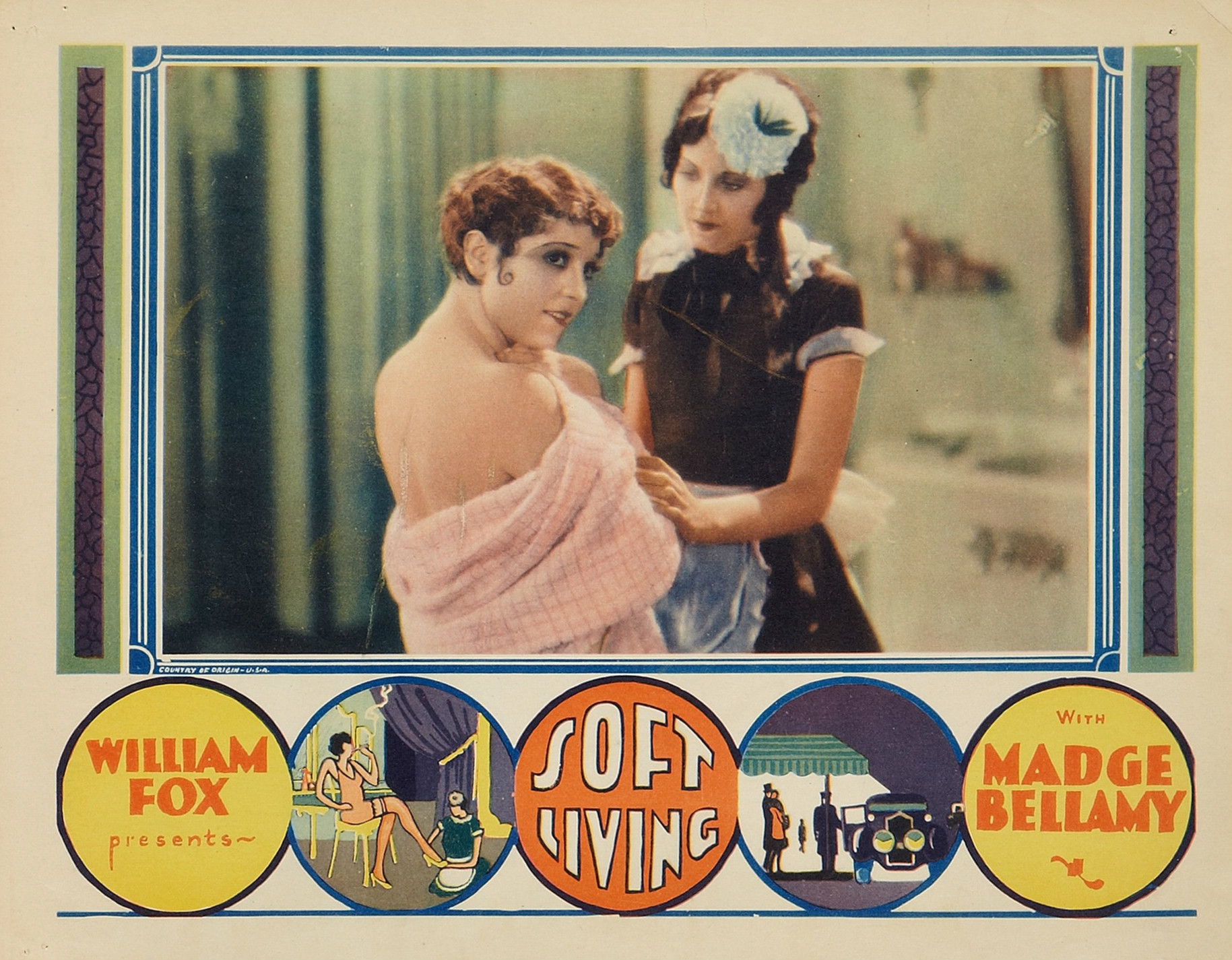
Carte promotionnelle pour la comédie américaine Soft Living (1928)

Pour plus de détails, voir Fiche technique et Distribution.
Soft Living (littéralement: Vie douce) est un film américain réalisé par James Tinling, sorti en 1928.

## Fiche technique
- Titre : Soft Living
- Réalisation : James Tinling
- Assistant-réalisateur : Lesley Selander
- Scénario : Frances Agnew (en), Grace Mack
- Intertitres : Malcolm Stuart Boylan
- Photographie : Joseph H. August
- Producteur : William Fox
- Société de production : Fox Film Corporation
- Société de distribution : Fox Film Corporation
- Pays de production :  États-Unis
- Langue : Anglais américain
- Métrage : 1 800 m (6 bobines)
- Format : Noir et blanc — 35 mm — 1,33:1 — Muet
- Genre : Comédie romantique
- Durée : 60 minutes
- Dates de sortie : 
  - États-Unis : 5 février 1928
  - Espagne : 29 octobre 1928 (Madrid)

## Distribution
- Madge Bellamy : Nancy Woods
- Johnny Mack Brown : Stockney Webb
- Mary Duncan : Lorna Estabrook
- Joyce Compton : Billie Wilson
- Thomas Jefferson : Philip Estabrook
- Henry Kolker : Rodney S. Bowen
- Olive Tell : Mme Rodney S. Bowen
- Bud Geary (en) : le garçon de bureau
- Tom Dugan : le nouvel employé
- Dave Wengren : Swede